# Kluisvrucht

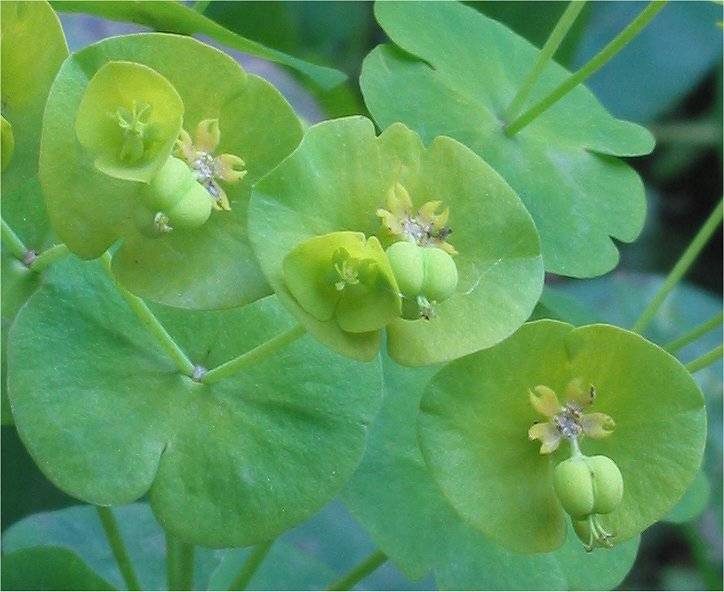
Driekluizige vrucht van de amandelwolfsmelk

Een kluisvrucht is een droge openspringende (dehiscente) vrucht met één zaad per vrucht (hokje), waarvan de vruchtwand niet verhout of leerachtig is. Indien er meerdere zaden per hokje aanwezig zijn, spreekt men van een doosvrucht.
Er zijn verschillende vormen van een kluisvrucht:
- Driekluizig, bijvoorbeeld wolfsmelk

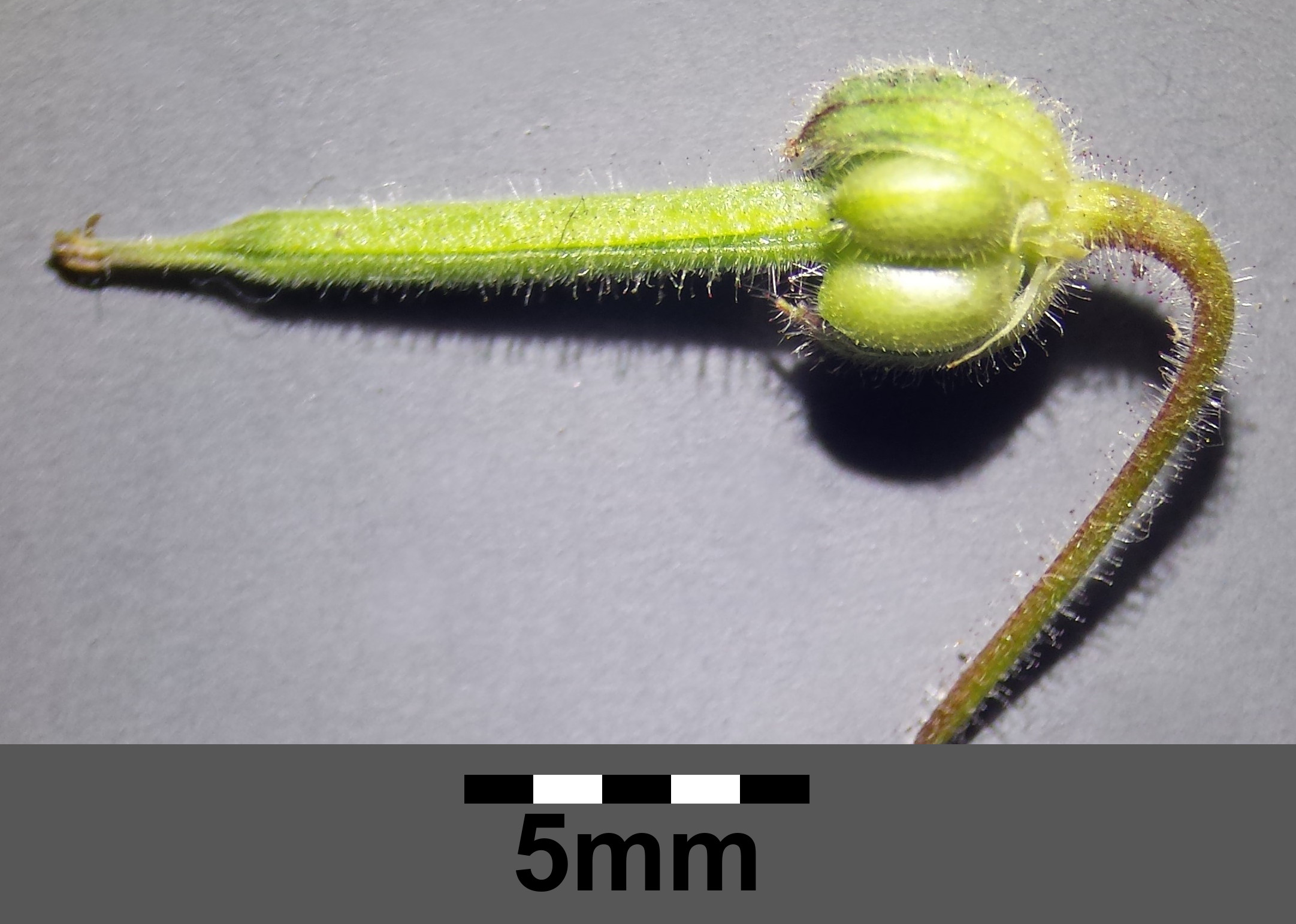
Vijfkluizige vrucht van de ronde ooievaarsbek (Geranium rotundifolium)

- Vijfkluizig, bijvoorbeeld geranium